# Volvo P1800
Volvo P1800 är en sportbil tillverkad av Volvo. Volvo P1800 började tillverkas 1961 och tillverkades fram till 1973, de sista åren som Volvo 1800 ES. Den första Volvo-modellen med B18-motorn.

## Historik
Volvo hade tidigare byggt sportbilen Volvo Sport med internbeteckningen P1900, men det var med P1800 som man nådde framgång med sportbilskonceptet. Volvokonsulten och projektledaren Helmer Petterson var drivande för projektets tillblivelse. Bilen ritades av Helmer Pettersons son Pelle Petterson som vid tillfället var praktikant på det italienska designföretaget Frua i Turin. Företaget hade startats av Pietro Frua (1913-83) strax före andra världskriget, och Frua hade ett finger med i spelet då P1800 skapades. Hans sextiotalsbilar hade just den typiskt italienska och skulpturala elegansen, som även kännetecknar P1800.
B18-motorn konstruerades till stor del av Per Gillbrand. De första årsmodellerna utrustades med dubbelförgasare av märket Skinners Union, då gav motorn en effekt om 100 hk. Senare ökades detta till 108 och 115 hk, och med B20-motorn med insprutning (1970) till 135 hk. P1800 var en av de första serietillverkade bilarna som försågs med skivbromsar. Framhjulen hade skivbromsar av märket Girling.
P1800-modellen fick stor popularitet genom den brittiska TV-serien Helgonet, där Roger Moore körde en vit P1800 med registreringsnumret ST 1, där ST uppenbart står för Simon Templar (St är även en förkortning av Saint eller Helgon).
Dåvarande kronprins Carl Gustaf fick 1966 ta emot en ljusblå P1800 - med ekerfälgar och svarta skinnsäten - av Volvos PR-chef Hans Blenner och Folke Brigård. Detta var hans första egna bil och registreringsnumret var AA 1515. Han blev samtidigt hedersmedlem i P1800-klubben.

### Tillverkning
Bilen tillverkades till en början av Jensen Motors i England, men tillverkningen flyttades senare till Göteborg. Underlag för beslutet om att börja serietillverka bilen, utgjordes av prototypen med beteckning P958-X1, vilken stod klar i början av 1958. Det första serietillverkade exemplaret av P1800 slutmonterades i England, under hösten 1960. Fordonet svenskregistrerades och köpare var Mario Moulun från Sundsvall. Endast de bilar som tillverkades av Jensen kallas egentligen P1800. När Volvo tog tillbaka tillverkningen byttes beteckningen till (P) 1800S, "S" som i svensk. Men Volvo har aldrig varit konsekvent med sina beteckningar. Modellen har kallats både "P1800", "P 1800" och "180" i olika sammanhang. 1970–1971 tillverkades 1800E, som då fick den starkare B20E/F-motorn med insprutning.

### 1800ES

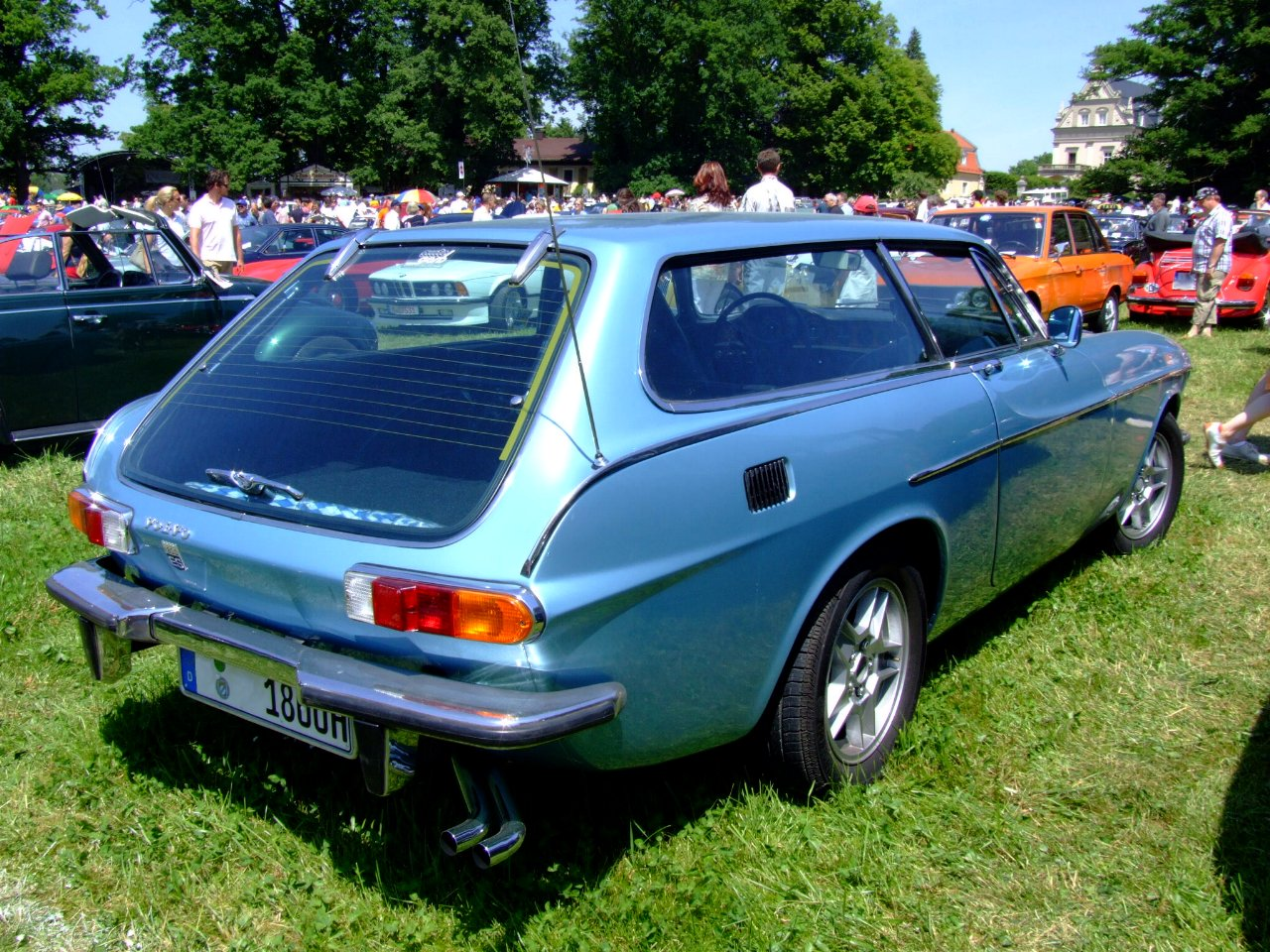
Volvo 1800ES

Bilen moderniserades genom åren och i slutet (1972–1973) byggdes även en variant som var ett slags sportkombi, ritad av Jan Wilsgaard, bilen betecknades då 1800ES (ES för "Estate", herrgårdsvagn), ibland även kallad ”fiskbilen” eller ”likbilen” i Sverige. Vikande försäljning och hårdare säkerhetsföreskrifter (krocksäkerhet) och avgasreningskrav (bland annat avgasåterledning, vilket sänkte motorns uteffekt avsevärt) på USA-marknaden gjorde att man lade ner tillverkningen i början av 1970-talet. Även om 1972–73 var de bästa åren vad gäller försäljning så lades de övriga 1960-talsbilserierna från Volvo ner (Volvo Amazon, Volvo Duett), med vilka P1800 hade haft gemensamma komponenter. Det hade således blivit väldigt dyrt för Volvo att fortsätta med 1800 ensam.

### Tilltänkta ersättare

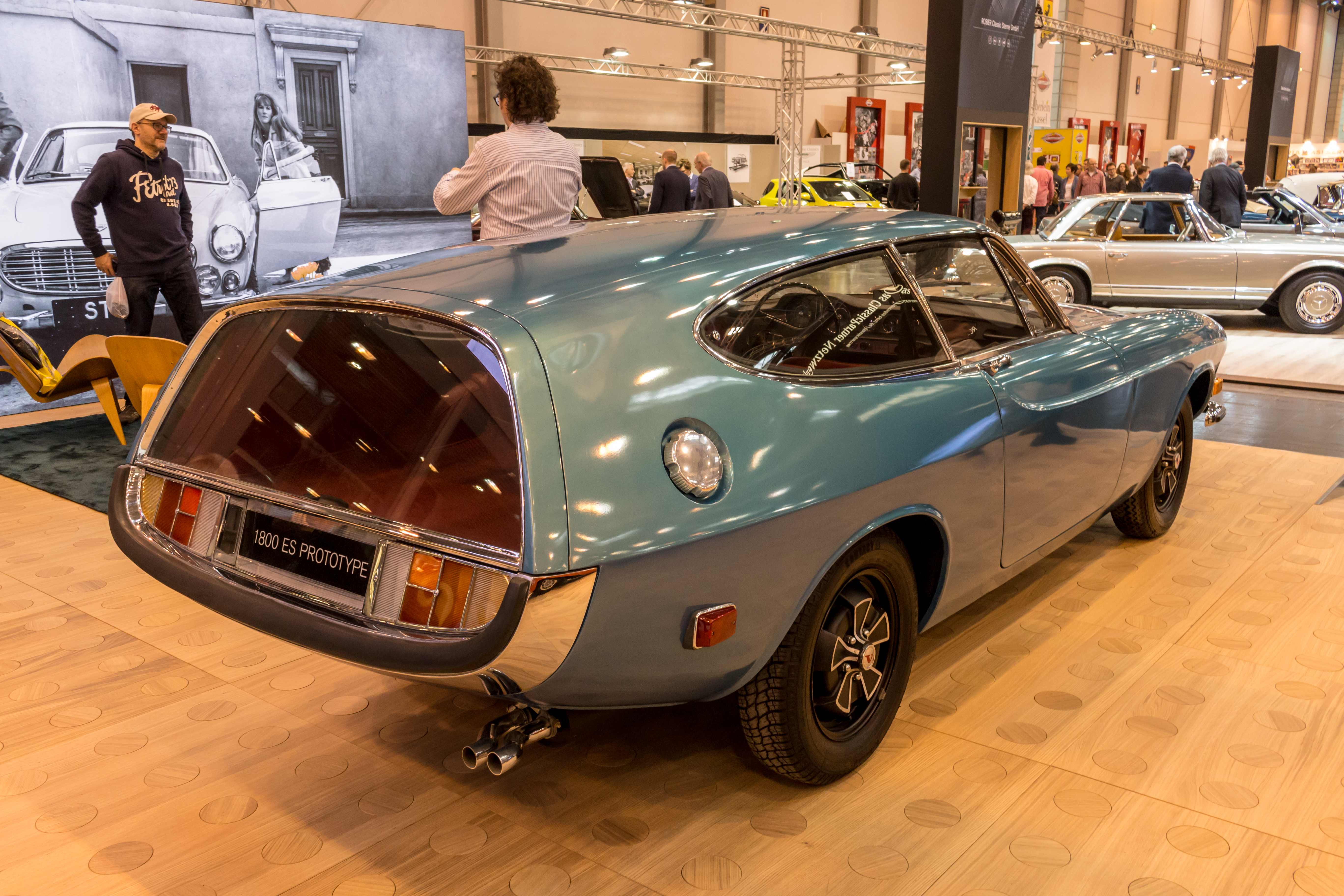
"Raketen" var ett förslag på ny bakre del på P1800.

Förslag på ersättare togs fram, bland annat 1800ESC från italienska designstudion Coggiola, men de baserade sig ändå på den gamla modellens chassi. Nya avgasreningskrav vilka sänkte motorernas effekt samt oljekrisen 1973 är också orsaker till att Volvo hellre satsade på säkra familjebilar (modellerna Volvo 140 och senare Volvo 240) vid denna tid. Törstiga sportbilar var plötsligt inte längre modernt. 
Irv Gordon har världsrekord med sin Volvo 1800 från 1966, han hade kört 450 616 mil fram till sin 70-årsdag. Det är "Volvo High Mileage Club" som bevakar och delar ut plaketter för långmilare. Gordon hann, innan sin död i november 2018, få se mätaren på hans P1800 passera 3 miljoner miles (482 803 mil).
I samband med USA-lanseringen 1961 av P1800, besöktes 14 städer av bilen samt "Volvodroskan" PV 821 (med reg.nr. A66650). Med på resan var Vasadrottningen (i Sverige Mälardrottningen) Kärstin Axe och taxichaufförerna Inga Backgren och Bernt Edholm.

### Tekniska data
Motor (1961-68): typ B18B, rak fyrcylindrig toppventilsmotor
- Cylindervolym:	1 780 cm3
- Borr x slag:	84,14x80 mm
- Effekt (SAE):	100 hk vid 5 500 r/m (1961-63),	108 hk vid 5 800 r/m (1963-65),	115 hk vid 6 000 r/m (1965-68)

Motor (1968-73): typ B20, rak fyrcylindrig toppventilsmotor (1800S: B20B; 1800E/ES: B20E)
- Cylindervolym:	1 986 cm3
- Borr x slag:	88,9x80 mm
- Effekt (SAE):	118 hk vid 5 800 r/m (1968-69),	130 hk vid 6 000 r/m (1969-71),	135 hk vid 6 000 r/m (1971-73)

Växellåda:
- 4-växlad manuell, helsynkroniserad. Överväxel mot pristillägg
- 3-stegs automat mot pristillägg (1970-73)

Varianter:
- P1800 A: april 1961 - mars 1963. P1800 presenteras för allmänheten på bilsalongen i Bryssel redan i januari 1960, men leveranserna kom inte igång förrän i maj året därpå. Karosserna tillverkades av Pressed Steel i Skottland och monteringen skedde hos engelska Jensen Motors Ltd. Vagnen hade den nya B18-motorn, med femlagrad vevaxel och oljekylare; skivbromsar fram och bromsservo; tvådelad främre stötfångare, vinklad uppåt mot grillen i mitten (populärt kallade "bockhornen"); runtgående stötfångare bak som sträcker sig fram till hjulhusen; bred dekorlist längs karossidan som följer plåtpressningen på dörren upp på bakskärmens ovansida (populärt kallad "bandyklubban"); bränslepåfyllning under separat lucka uppe på bakstammen, till vänster om bagageluckan; heltäckande navkapslar; kylargrill i "äggkartongsdesign"; vita blinkers fram; Volvoemblem kombinerat med svenska flaggan på C-stolpen.

Produktionen uppgick till 6 000 st.
- 1800S B: april - juli 1963. Nytt modellnamn, 1800S, i samband med att monteringen flyttas "hem" till Lundby-fabriken; högre motoreffekt genom ny kamaxel och högre kompressionsförhållande; navkapslar från Amazon; orange blinkers fram; läderklädsel. Sista varianten med "flaggemblemet".

Produktionen uppgick till 2 000 st.
- 1800S D: augusti 1963 - juli 1964. Bekvämare framstolar; baksätet blir fällbart, för att utöka bagagevolymen.

Produktionen uppgick till 4 500 st.
- 1800S E: augusti 1964 - juli 1965. Ny kylargrill i lättmetall; hel stötfångare fram; mindre stötfångare bak; nya fälgar och navkapslar; stenskottsskydd i svart plast vid bakre hjulhusen; justerbart svankstöd på framstolarna; kurvhandtag för passageraren på instrumentbrädan.

Produktionen uppgick till 4 000 st.
- 1800S F: augusti 1965 - juli 1966. Högre motoreffekt genom nytt grenrör och effektivare avgassystem; permanentsmord framvagn; förbättrad bakhjulsupphängning.

Produktionen uppgick till 4 500 st.
- 1800S M: augusti 1966 - juli 1967. Ny, smal dekorlist som löper rakt längs karossidan fram till bakre hjulhuset; slutet kylsystem; asymmetriskt halvljus.

Produktionen uppgick till 4 500 st.
- 1800S P: augusti 1967 - juli 1968. Ny, treekrad ratt och säkerhetsrattstång.

Produktionen uppgick till 2 800 st.
- 1800S S: augusti 1968 - juli 1969. Ny B20B-motor; på vänsterstyrda vagnar ersätts de klassiska dubbla SU-förgasarna med förgasare från Zenith Stromberg; bromsar med triangeldelat tvåkretssystem från 140-serien; modifierad koppling och bakaxelutväxling. Under vintern flyttas plåtpressningen från Skottland till karossverkstaden i Olofström.

Produktionen uppgick till 1 693 st.
- 1800E T: augusti 1969 - juli 1970. B20E-motor med elektronisk bränsleinsprutning av typen Bosch D-Jetronic, ny kamaxel och större insugsventiler; ZF:s M410-växellåda från Volvo 164; skivbromsar bak; aluminiumfälgar; mattsvart kylargrill; förbättrad kupéventilation med utsläpp på bakskärmarna; bränslepåfyllning nedflyttad till vänsterskärmen, vid ventilationsutsläppet; ny instrumentbräda; låsbart fack på kardantunneln.

Produktionen uppgick till 2 799 st.
- 1800E U: augusti 1970 - juli 1971. Återgång till Volvos M41-låda, som förstärkts för att hålla för B20E-motorn; automatlåda blir tillval.

Produktionen uppgick till 4 750 st.
- 1800E/ES W: augusti 1971 - juli 1972. Ny karossvariant införs med "fiskbilen" 1800ES; högre motoreffekt; ny kylargrill i svart plast; nya stålfälgar med kromade snobbringar och kupolmuttrar; tonade rutor; nya framstolar. Produktionen av kupén upphörde den 22 juni 1972.

Produktionen uppgick till 1 865 st E och 3 070 st ES.
- 1800ES Y: augusti 1972 - juni 1973. Sidokrockskydd i dörrarna; större vindrutetorkare. Den 27 juni 1973 rullade den sista P1800:n av bandet.

Sammanlagt producerades 39 414 stycken Volvo 1800 av kupémodellen, 1960-1972 och 8 077 av kombimodellen 1800 ES, 1972 och 1973. Totalt 47 491 stycken.
Prestanda:
Volvo 1800 ES. (B20E. 124 hk/DIN) Acc 0–100 km/h 10,1 sek. Acc 0–120 km/h 14,8 sek. Acc 0–140 km/h 21,4 sek. Acc 0–160 km/h 33,1 sek. Toppfart 181,8 km/h vid 5 275 rpm (OD). Källa, Auto, motor & sport nr 9-1972.
Maxhastighet på växlarna vid 6 000 rpm
1:an 57 km/h. 2:an 91 km/h. 3:an 133 km/h. 4:an 178 km/h. Överväxel 224 km/h.